# ثلاث خراب (الرقة)
ثلاث خراب قرية سورية تتبع ناحية الجرنية في منطقة الثورة في محافظة الرقة. بلغ عدد سكانها 291 نسمة في عام 2004 حسب إحصاء المكتب المركزي للإحصاء.